# Bernhard Heisterbergk

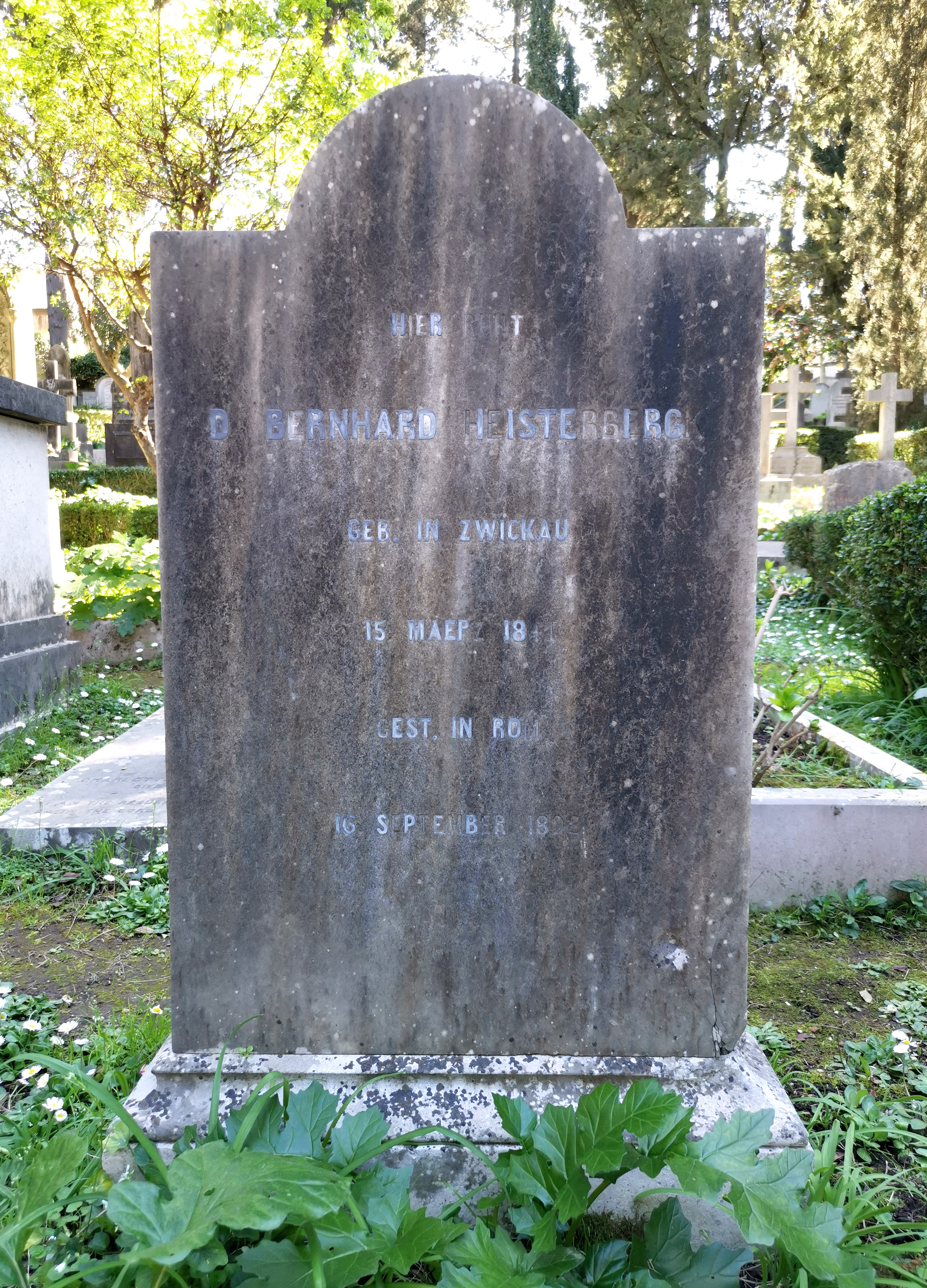
Grab auf dem Nichtkatholischen (Protestantischen) Friedhof Rom

Bernhard Wilhelm August Julius Adolf Heisterbergk (* 15. März 1841 in Zwickau; † 16. September 1898 in Rom) war ein deutscher Althistoriker und Klassischer Philologe.

## Leben
Bernhard Heisterbergk besuchte von 1854 bis 1860 das Gymnasium in Freiberg. Von 1860 bis 1863 studierte er an der Universität Leipzig, u. a. bei Anton Westermann, Reinhold Klotz, Emil Müller und Heinrich Wuttke. 1863 legte er das Staatsexamen ab und wurde zum Dr. phil. promoviert. Von 1863 bis 1877 war er als politischer Journalist tätig und trieb historische Studien als Privatgelehrter, seit 1878 lebte er dauernd in Rom.
Die Werke Heisterbergks zeichnen sich durch eine strenge Mythenkritik aus. Als Privatforscher bearbeitete er die Schwerpunkte Italien und Römisches Reich.

## Schriften
- Die Entstehung des Colonats, 1876.
- Über den Namen Italien, 1881.
- Zur Colonatsfrage, 1881.
- Name und Begriff des Ius Italicum, 1885.
- Fragen der ältesten Geschichte Siciliens, 1889.
- Provincia und Municeps, In: Philologus 1890.
- Die Bestellung der Beamten durch das Los, 1896.